# Mødomsrekonstruktion
Mødomsrekonstruktion, også kaldet Hymenrekonstruktion, Jomfruhinderekonstruktion, er et - i Danmark ulovligt - medicinsk indgreb der indebærer en kirurgisk sammensyning af slimhindekanterne på den bristede mødom eller lidt af vaginalslimhinden. Der lægges et lille v-formet snit i skeden, hvorefter huden foldes sammen og snittet sys op igen, således at hullet derved bliver mindre. Indgrebet foretages almindeligvis ambulant under lokalbedøvelse og varer 10-15 minutter. Trådene i sammensyningen forsvinder af sig selv efter et par uger, og kan bagefter kan ingen se eller føle at der har været foretaget en rekonstruktion.
Mødomsrekonstruktioner foretages i Danmark hovedsagligt på kvinder fra muslimske miljøer, hvor det anses for vigtigt at pigen er jomfru på bryllupsnatten. Mødomsrekonstruktionen er et kosmetisk indgreb.
Tidligere kunne indgrebet foretages på statens regning, hvis pigen ansås for at truet på livet hvis hun ikke kunne fremvise en intakt mødom.
Indgrebet blev gjort ulovligt i Danmark 1/5-2019